# Apolinaria García Cancino
Apolinaria García (Chile, 24 de febrero de 1961) es una bioquímica, investigadora y profesora chilena, reconocida por el desarrollo del primer probiótico patentado en Chile para la prevención del cáncer gástrico, a partir del estudio de la bacteria Helicobacter pylori. Ha sido galardonada con diversos premios por su contribución a la innovación en salud pública.

## Biografía
Es doctorada en Ciencias Biológicas, con especialización en Biología Celular y Molecular, Magíster en Ciencias con mención en Microbiología y Bioquímica de la Universidad de Concepción, y Magíster en Tecnología del ADN Recombinante por la Universidad de Cantabria, en Santander, España.
García ha dedicado cerca de 30 años a investigar la bacteria Helicobacter pylori, presente en más del 70% de la población chilena y principal factor de riesgo para el cáncer gástrico. En 1995 logró, junto a su equipo, el primer aislamiento exitoso de la bacteria en Chile a partir de una biopsia gástrica.
A partir de esta investigación, desarrolló el probiótico '''Lactobacillus fermentum UCO-979C''', posteriormente comercializado bajo el nombre '''NUP Pylorioff'''. Este producto previene la adherencia de ''H. pylori'' a la mucosa estomacal y ha mostrado una eficacia preventiva del 93% en ensayos clínicos.
Su laboratorio también investiga actualmente si levaduras del género Candida pueden ser vectores de transmisión de ''H. pylori'' hacia los seres humanos.
También ha desarrollado un kit molecular para diferenciar cepas de ''H. pylori'' según su virulencia. Posee más de 140 publicaciones y 7 patentes.
Desde hace tres décadas es profesora titular en la Universidad de Concepción, donde ha liderado el Laboratorio de Patogenicidad Bacteriana. Ha sido jefa de carrera de Bioingeniería y directora del Departamento de Microbiología. Además, promueve activamente la participación de niñas y jóvenes en carreras STEM mediante visitas a colegios y actividades de divulgación científica.

## Premios y reconocimientos
- Premio Mujer Innovadora (Avonni 2022)[9]
- Premio Salud y Ciencia Roche (2022)[10]
- Mujer STEM Inspiradora, Ministerio de Ciencia y Ministerio de la Mujer (2023)[11]
- Reconocimiento a “Microbióloga destacada” por la Sociedad de Microbiología de Chile (Sociedad de Microbiología de Chile, 2023) [12]
- Premio Desiderio González Medina (2023)[13]
- Miembro Honorífico de la Sociedad Ecuatoriana de Microbiología (Sociedad Ecuatoriana de Microbiología, 2023)[14]
- Premio Innovadoras en Salud (2024)[15]
- Premio 100 Mujeres Líderes, El Mercurio y Mujeres Empresarias (2024)[16]
- Inventora del Año por el Instituto Nacional de Propiedad Industrial (Instituto Nacional de Propiedad Industrial, 2025)[17]
- Premio “Innovadoras en Salud” (Cámara de Innovación Farmacéutica y Mujeres Empresarias, 2024) [18]